# Ludwig Seiterich
Karl Ludwig Wilhelm Seiterich (* 5. Juli 1904 in Karlsruhe; † 29. Juli 1979 in Freiburg im Breisgau) war ein deutscher Verwaltungsjurist und Landrat in den Landkreisen Waldshut und Konstanz.

## Leben
Der Sohn eines großherzoglichen Hofkutschers und Bruder des späteren Freiburger Erzbischofs Eugen Seiterich besuchte in seiner Heimatstadt Karlsruhe die Schule und studierte danach Rechts- und Staatswissenschaften an den Universitäten Heidelberg und Freiburg. An der Universität Freiburg wurde er 1929 promoviert.
Sein beruflicher Weg führte ihn als Regierungsassessor an das Bezirksamt Karlsruhe (1930 bis 1931), an das Oberversicherungsamt Freiburg (1931 bis 1932) und kurzzeitig an das Bezirksamt Neustadt. Von 1932 bis 1934 war Seiterich Stadtrechtsrat bei der Stadt Karlsruhe, bevor er 1934 an das Landratsamt Lörrach versetzt wurde, zunächst als Regierungsassessor, danach als Regierungsrat. 1938 wurde er an das Landratsamt Emmendingen versetzt, wo er bis 1946 eine Stelle als Regierungsrat hielt, jedoch die meiste Zeit als Kriegsverwaltungsrat in Belgien, Nordfrankreich und Italien Dienst bei der Wehrmacht leistete. In der Zeit zwischen 1933 und 1945 wurde Seiterich wegen seines Bekenntnisses zum Katholizismus politisch diskriminiert.
Nach kurzer amerikanischer Kriegsgefangenschaft wurde Seiterich im September 1945 entlassen und kehrte als kommissarischer Landrat an das Landratsamt Emmendingen zurück. Noch 1946 wurde er an das Badische Ministerium des Inneren in Freiburg versetzt und war dort bis 1949 zunächst Regierungsrat, dann Oberregierungsrat.
Im Jahr 1949 wurde Seiterich Landrat im Landkreis Waldshut und war danach von 1954 bis zu seiner Pensionierung 1968 Landrat im Landkreis Konstanz. Für die Zeit von fünf Monaten war er gleichzeitig Landrat in Waldshut und in Konstanz.
Neben seinem Hauptberuf als Landrat hatte Seiterich zahlreiche nebenamtliche Aufgaben übernommen. So war er:
- Gründungsvorsitzender der Regionalen Planungsgemeinschaft Westlicher Bodensee-Linzgau-Hegau (1957)
- Lehrbeauftragter für Staatsbürgerkunde an der Frauenfachklasse II der Frauenfachschule Radolfzell (ab 1958)
- Präsidiumsmitglied im Landkreistag Baden-Württemberg (stv. Vorsitzender; 1966–1968 Vorsitzender)
- Mitglied des Deutschen Landkreistages
- Mitglied im Fernsehrat des Zweiten Deutschen Fernsehens (ZDF)

## Naturschutz
Als Konstanzer Landrat setzte sich Seiterich stark für den Naturschutz ein. Ein besonderes Anliegen war ihm die Erhaltung der Kulturlandschaft, und so ist sein wesentliches Verdienst, dass weite Teile des westlichen Bodenseeufers bis heute erhalten geblieben und frei zugänglich sind. Als Landrat wies er die Landschaftsschutzgebiete Bodanrück und Höri aus und war wesentlich an der Ausweisung des Naturschutzgebietes Bodenseeufer beteiligt, wobei er sich heftigen Widerständen entgegenstellen musste.

## Ehrungen und Auszeichnungen
- 1967: Vierzigjähriges Dienstjubiläum im Öffentlichen Dienst
- 1966: Felix-von-Hornstein-Medaille für Verdienste um Landschaft und Menschen
- 1967: Alexander-von-Humboldt-Medaille für erfolgreiches Wirken im Interesse des Naturschutzes
- 1967: Ehrenzeichen in Gold des Deutschen Roten Kreuzes für seine Tätigkeit als 1. Vorsitzender im DRK-Kreisverein Konstanz
- 1968: Großes Bundesverdienstkreuz
- 1975: Verdienstmedaille des Landes Baden-Württemberg[3]

## Schriften
- Kreisdirektorium und Kreisregierung im ehemaligen Grossherzogtum Baden und die historische Entwicklung ihrer Zuständigkeiten. Dissertation Universität Freiburg 1929. Auch in: Zeitschrift für die Geschichte des Oberrheins. N. F. Bd. 42
- Worte. Hegau 20:226. 1965
- Verglüht sind die Sterne, verklungen die Lieder. Erinnerungen. Dörzbach 1968
- 16 Jahre Regionalplanung am Bodensee. Band 13: Linzgau Planungsgemeinschaft Westlicher Bodensee. Hrsg. Planungsgemeinschaft Westlicher Bodensee, Linzgau, Hegau. 1973